# Der Henker von Sankt Marien
Der Henker von Sankt Marien ist ein deutsches Stummfilm-Historiendrama aus dem Jahre 1920 von Fritz Freisler mit Eva May und Paul Richter in den Hauptrollen.

## Handlung
Balthasar, der Henker von Sankt Marien, hat einen Sohn namens Konrad. Um ihm seinen eigenen Lebensweg zu ersparen und dereinst die Nachfolge von ihm, dem Vater, antreten zu müssen, schmuggelt Balthasar seinen Sohn aus Sankt Marien heraus. In Wittenberg soll er ein Studium aufnehmen. Balthasar stirbt eines Tages, und Konrad wird daraufhin auffordert, der nächste Henker von Sankt Marien zu werden. In der alten Heimat angekommen, verliebt sich Konrad alsbald in die reizende Beatrix von Rawenau, die Tochter des ortsansässigen Burggrafen. Der ist nicht gerade begeistert, dass sich ausgerechnet der neue Henker in sein liebliches Töchterlein verguckt hat und findet stattdessen in dem Pfalzgrafen Wolff von Schroffenstein einen adäquateren Schwiegersohn in spe.
Beatrix beugt sich dem väterlichen Willen und wird die nächste Pfalzgräfin. Doch sie hat ihren Konrad nicht vergessen, dessen Liebe sie erwidert. Eines Tages entschließt man sich zur Flucht, doch das unnatürliche Ableben ihres Gatten lässt die Absicht von Beatrix und Konrad scheitern. Wolff wurde, wie sich herausstellt, vergiftet, und Beatrix wird nun des Gattenmordes beschuldigt. Sie ist, erwartungsgemäß, unschuldig und wird, ebenso erwartungsgemäß, trotzdem zum Tode verurteilt. Henker, walte deines Amtes, lautet nun die Forderung an Konrad, der seine große Liebe einen Kopf kürzer machen soll. Der aber ruft Gott an und bittet sehnlichst um ein Zeichen der Entlastung von Beatrix, an dessen Unschuld er fest glaubt. Da erscheint ihm im Glorienschein ein Marienbild. Der Richter und die anderen Anwesenden ergreifen vor Schreck die Flucht, während Konrad und Beatrix zu Stein erstarren.

## Produktionsnotizen
Der Henker von Sankt Marien entstand im August und September 1920 im May-Film-Atelier in Berlin-Weißensee, passierte am 15. September 1920 die Filmzensur und erhielt Jugendverbot. Die Uraufführung fand am 17. September 1920 im U.T. Kurfürstendamm statt. Die Länge des Sechsakters betrug zunächst 2200 Meter, nach minimalen Kürzungen verringerte sich dies auf 2204 Meter.
Die umfangreichen, historischen Filmbauten, die zum Teil auf dem May-Film-Freigelände in Woltersdorf errichtet worden waren, entwarf Martin Jacoby-Boy. Ihm assistierte Erich Kettelhut. Das Minnelied komponierte Alexander Schirmann.
Wolfgang von Schwind, hier als Pfalzgraf Schroffenstein zu sehen, gab in diesem Film seinen Einstand vor der Kamera. Er war kurz zuvor, im Juli 1920, von einem längeren Auslandsaufenthalt nach Deutschland zurückgekehrt.

## Kritiken
„Eine typische Begleiterscheinung aller unerfreulicher Epochen ist die Vorliebe der Zeitgenossen für historische Milieus. Die May-Film-Gesellschaft trug dieser Tatsache Rechnung und schuf einen Film, in dem mittelalterliche Menschen in der streng historisch aufgefaßten Umgebung mittelalterlich fühlen und handeln. Martin Jacoby Boy hat es verstanden, in seinen Bauten jene eigentümliche Stimmung von Rittertrotz und Herrlichkeit auf der einen Seite und tüchtiger Bürgerkraft andererseits wiederzugeben, die das deutsche Mittelalter auszeichnet. Regie- und Schauspielkunst lebten wirklich in der Zeit unserer Voreltern. Vor allem ist von Eva May, deren blühende Jugend in den klösterlichen Trachten der einstigen deutschen Ritterzeit um so prächtiger zum Ausdruck kam, nach dieser Leistung zu erwarten, daß sie unter richtiger Führung nunmehr wirklich auf dem Wege ist, jene Hoffnung zu erfüllen, die man von Anfang an auf sie setzte. Paul Richter ist offenbar eine außerordentlich begabte junge Kraft. Er vermag es, was selten ist, seine Gefühlstiefen dem Zuschauer ohne Aufdringlichkeit sichtbar werden zu lassen (…) Die Regie arbeitete mit gewohnter Vollendung, vor allem waren die großen Festzüge, der Mummenschanz, das Hochzeitsfest prachtvoll. Wenn auch das Tempo in den ersten Akten hier und da zu wünschen übrig ließ, so wurde man reichlich entschädigt durch die prachtvoll inszenierten drei letzten Bilder …“

Paimann’s Filmlisten resümierte: „Stoff interessant. Photos, Spiel und Szenerie ausgezeichnet. (Ein Schlager.)“